# Principe de complémentarité
En physique, le principe de complémentarité formulé par Niels Bohr en 1927 est un énoncé relevant de l'interprétation de la mécanique quantique qui vise à expliquer la dualité onde-corpuscule et le principe d'indétermination de Werner Heisenberg. Il consiste à dire que les comportements corpusculaires et ondulatoires qui cohabitent dans les phénomènes quantiques, ainsi que les paires de propriétés incompatibles de par le principe d'indétermination sont en fait des aspects complémentaires d'une même réalité. Puisque les propriétés concernées ne sont pas forcément des contradictoires au sens logique, le sens du mot "complémentaires" est à distinguer de son acception en théorie des ensembles et doit plutôt être entendu comme "mutuellement exclusifs mais devant tous deux être pris en compte pour décrire le phénomène".
Il implique en effet qu'un « objet quantique » ne peut se présenter que sous un seul de ces deux aspects à la fois. Historiquement adopté par l'école de Copenhague, il est à présent l'un des principes fondamentaux de l'interprétation standard de la mécanique quantique.

## Historique
Niels Bohr a conçu le principe de complémentarité lors de vacances au ski en Norvège en février et mars 1927, à partir d'une lettre de Werner Heisenberg discutant de son principe d'incertitude. À son retour de vacances, alors que l'article de Heisenberg sur le principe d'incertitude était déjà soumis pour publication, Bohr a convaincu ce dernier que le principe d'incertitude était une manifestation du concept plus profond de complémentarité. Heisenberg a donc ajouté à son article la note suivante :
Bohr a attiré mon attention sur le fait que l'incertitude de notre observation ne découle pas exclusivement de l'apparition de discontinuités, mais est directement liée à l'exigence d'attribuer une validité égale aux expériences très différentes qui apparaissent dans la théorie [corpusculaire] d'une part, et dans la théorie ondulatoire d'autre part.
Bohr a présenté publiquement le principe de complémentarité dans une conférence qu'il a donnée le 16 septembre 1927 lors du Congrès international de physique qui s'est tenu à Côme, en Italie, et auquel ont assisté la plupart des grands physiciens de l'époque, à l'exception notable d'Einstein, de Schrödinger et de Dirac. Cependant, ils étaient tous trois présents un mois plus tard lorsque Bohr a à nouveau présenté le principe au cinquième Congrès Solvay à Bruxelles.
L'article intitulé "Discussions avec Einstein sur les problèmes épistémologiques de la physique atomique", écrit par Bohr en 1949, est considéré par beaucoup comme une description définitive de la notion de complémentarité.
Bohr a par la suite étendu son principe à divers domaines des sciences ou de la philosophie, jusqu'à l'ériger en principe universel, voire en véritable philosophie de vie,

## Indépendance des propriétés complémentaires
Selon le principe d'incertitude de Heisenberg, deux observables sont complémentaires (ou conjuguées) si leur commutateur est non nul. La position et la quantité de mouvement d'une particule en sont des exemples. Expérimentalement, cela se traduit par le fait qu'il est impossible de mesurer ces deux observables simultanément avec une précision arbitraire. Bien que l'on puisse de prime abord considérer la complémentarité entre position et impulsion comme équivalente avec (ou découlant de) la dualité onde-corpuscule, ces deux paires d'aspects complémentaires sont en réalité indépendants, On ne peut pas rassembler toutes les propriétés complémentaires en deux aspects généraux distincts se manifestant tour à tour.

## Expérience des fentes de Young
L'expérience des fentes de Young est une illustration simple de la complémentarité entre les aspects ondulatoire et corpusculaire, souvent présentée comme emblématique des concepts fondamentaux de la physique quantique, ce que fait par exemple Richard Feynman dans son cours de physique (volume 3).

## Critiques du principe de complémentarité
Schrödinger considérait le principe de complémentarité comme une façon d'enterrer les objections plutôt que de les résoudre.
Willis Eugene Lamb critique l'idée de dualité onde-particule en disant qu'il  serait peut-être nécessaire à ceux qui ne voudraient pas ou ne seraient pas capable de comprendre la théorie de la mécanique quantique.